# Aluminé (localidad)
Aluminé es una localidad argentina de la provincia del Neuquén, cabecera del Departamento Aluminé, ubicada sobre la margen oeste del río homónimo. La ruta provincial n.º 23 la une al Corredor de los Lagos Patagónicos.

## Toponimia
En respuesta a algunas interpretaciones de dudosa procedencia según las cuales Aluminé significaría 'olla reluciente' o 'cuenco brillante' en 2020 el Museo Municipal y Centro de Interpretación «El Charrúa» publicó un artículo recuperando la historia de los distintos nombre con los que han sido denominados primero el lago, luego el río y luego la localidad. En general, los nombres provienen del mapudungún, el idioma del pueblo Mapuche. El artículo recoge varias versiones del significado. Según Rosa Calfinahuel, el nombre proviene de alü müñe que significa 'donde se junta mucho viento blanco o nieve volada' y se refiere a cómo se ve el valle del río viniendo desde el Rahue. Según Amaranto Aigo proviene de alof mine y hace referencia al reflejo de la luz de la Luna en el lago.Según Gregorio Álvarez alu, es 'mucho o bastante'; min, apocopado de minu, que es 'adentro o abajo'; y ñe, 'ojo', equivalente a 'ver'. Luego el topónimo podría ser: 'se ve bastante profundo', debido a la transparencia de las aguas del lago. Erize, en su diccionario mapuche, adhiere a la opinión arriba expresada.

## Geografía

### Ubicación
Aluminé está ubicada en la Patagonia a unos 40 km al este de la cordillera de los Andes, y a la vera del río Aluminé. 
Administrativamente está en el sudoeste de la provincia argentina de Neuquén; y en el departamento Aluminé del cual es cabecera. 
En relación con localidades importantes, está 140 km al sudoeste de Zapala, y a 110 km al norte de Junín de los Andes. 
El ejido municipal tiene una superficie de 8000 ha y es un rectángulo de 10 km por 8 km. 

## Historia

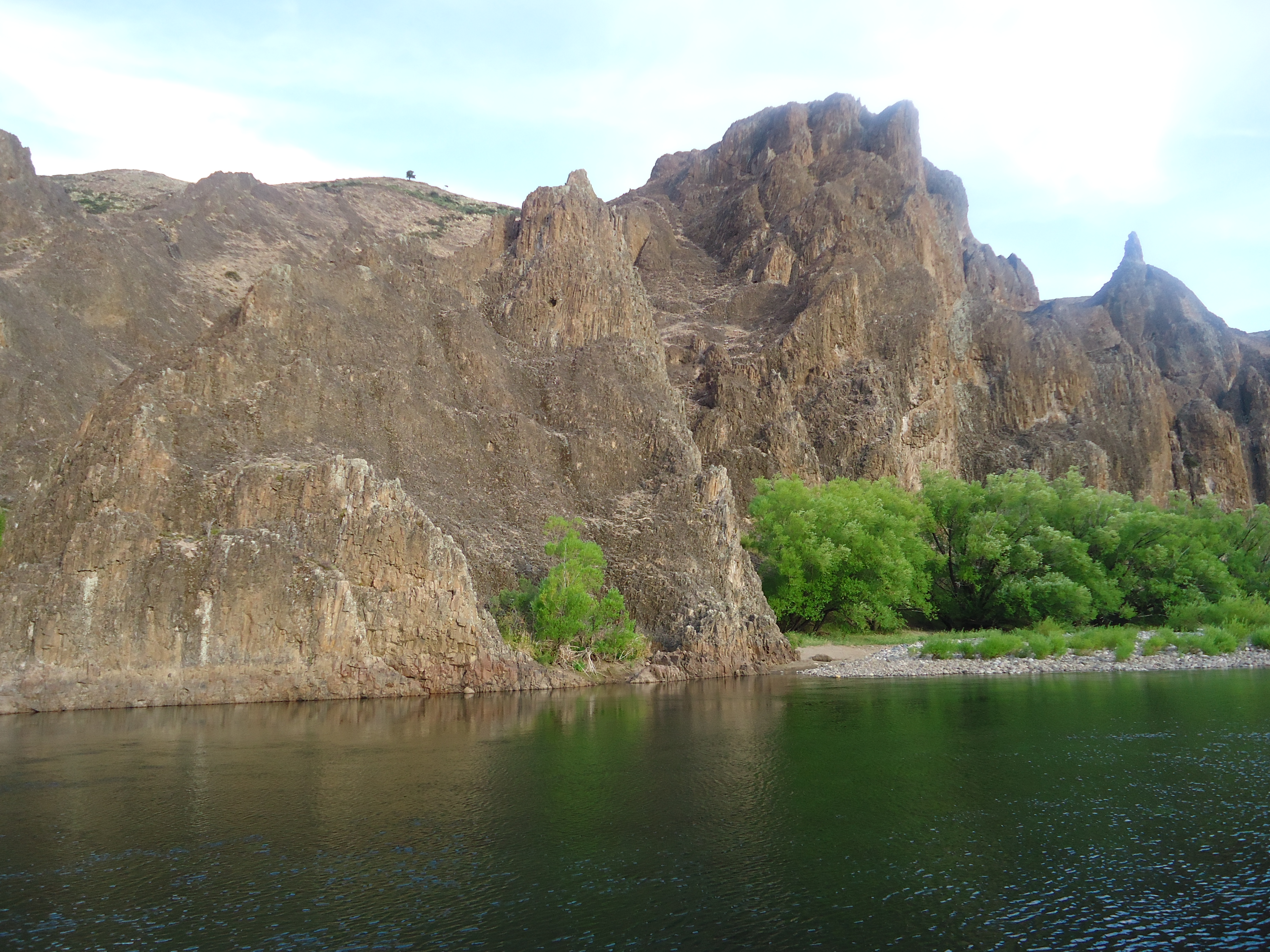
Camping Piedras Verdes, Aluminé.

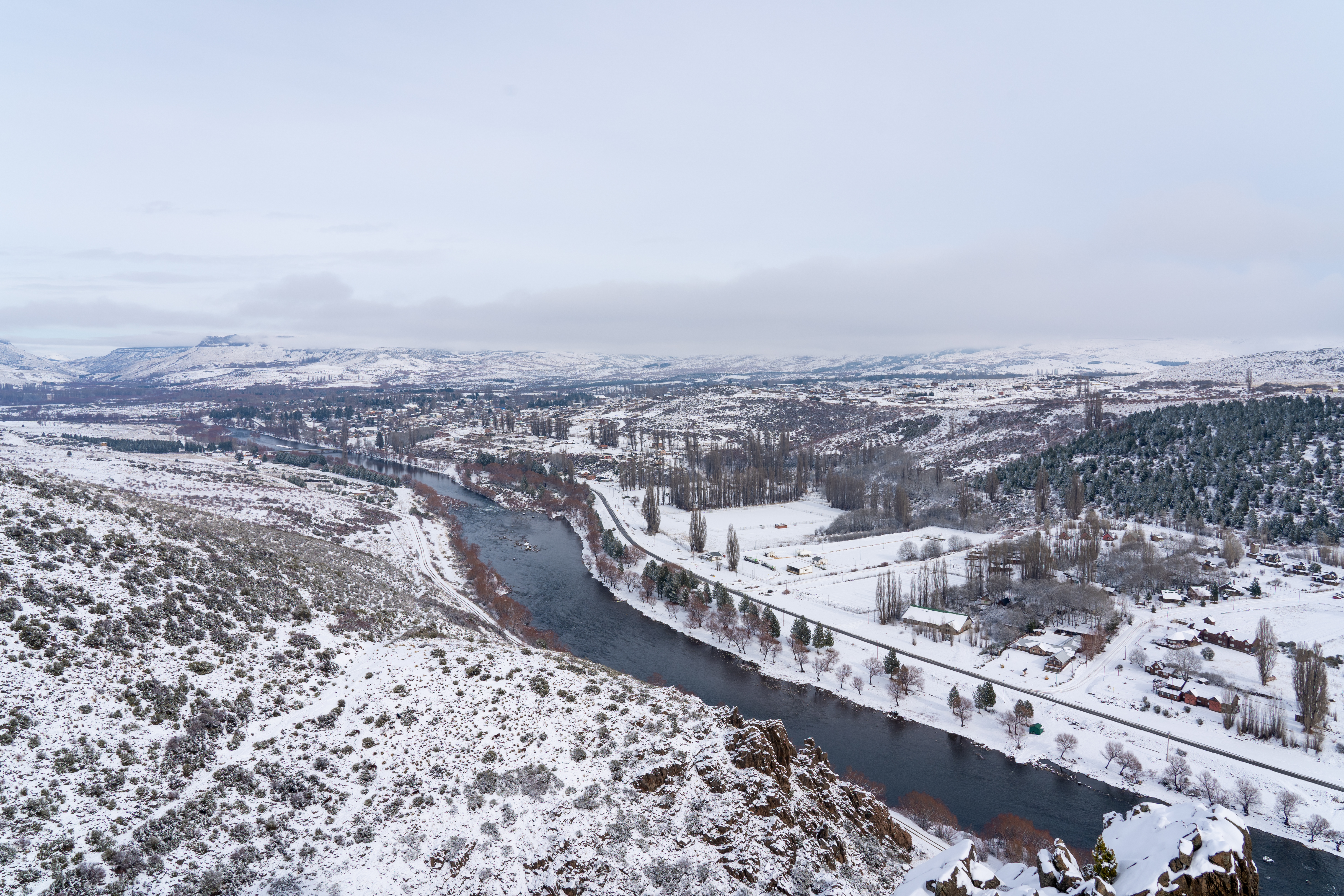
Vista aérea de Aluminé en invierno

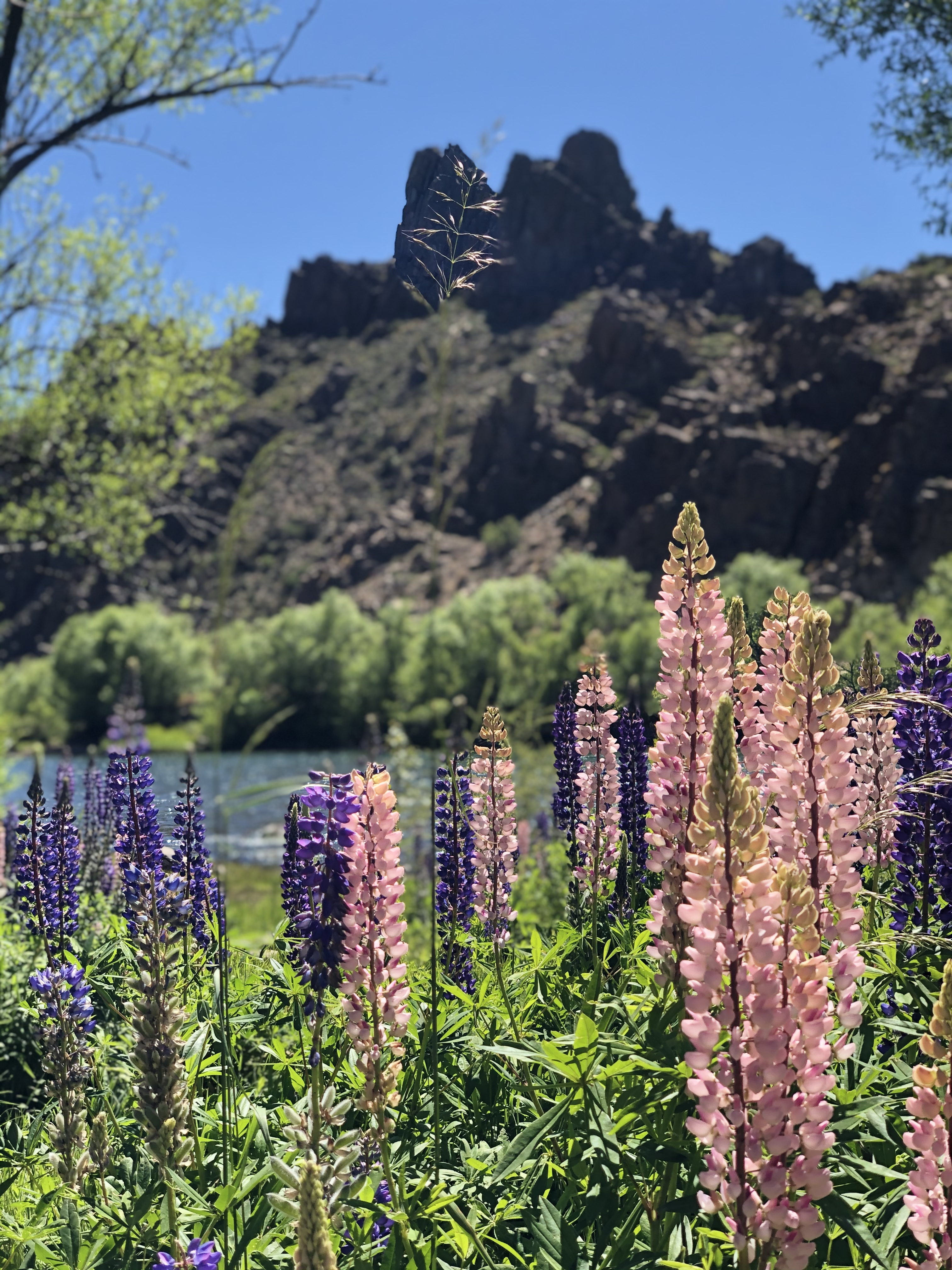
Cerro tindirica

Aluminé fue fundada el 20 de octubre de 1915, en coincidencia con la reorganización departamental del entonces territorio del Neuquén.
Según la tradición, existe desde el 23 de febrero de 1884, al llegar los primeros pobladores al fortín del "Paso de los Andes" o Pulmarí, luego de que la denominada “conquista del desierto” expulsara a las comunidades del cacique Reuque Curá (hermano de Calfucurá  y tío abuelo de Ceferino Namuncurá), quien controlaba todo ese territorio con sus pasos transcordilleranos y tenía sus invernadas en Catán Lil.
Aluminé es un centro de localización de servicios del denominado “Circuito Pehuenia”. Posee infraestructura de servicios hoteleros, gastronomía, estación de servicio, supermercado y banco con cajeros automáticos.
Recostada sobre la margen sur del río Aluminé, a 850 m s. n. m. y rodeada de montañas, es la entrada al "Distrito del Pehuén (Araucaria)", a las comunidades mapuches y a sus diez lagos: Quillén, Hui Hui, Rucachoroy, Pulmari, Nompehuén, Pilhue, Ñorquinco, Polcahue, Moquehue y Aluminé.

## Población
Contó con 4,861 habitantes (Indec, 2010), lo que representó un incremento del 32% frente a los 3720 habitantes (Indec, 2001) del censo anterior. La población se compuso de 2.421 varones y 2.440 mujeres, lo que arrojó un índice de masculinidad del 99.22%. En tanto, las viviendas pasaron de 921 a 1.251.
Según el censo 2022 se conoció una población dentro del municipio de 5.951 habitantes y 2.355 viviendas.Además, el censo dio a conocer datos de su composición poblacional (2823 hombres 2947 mujeres), población urbana sin población rural dispersa o localidades dispersas en el municipios (5770) densidad y área urbana.

## Culturamapuche
Además de la comunidad mapuche Aigo, en el lago Rucachoroy, se asientan en la región cuatro más: Currumil en la zona del lago Quillén, Zalazar en el paraje Carrilil, Puel en La Angostura y Villa Pehuenia, y Catalán en el lago Aluminé. Muchos son pampas, o sea tehuelches o tsonek  araucanizados corridos en 1881 hasta Chile y regresados a principios del siglo XX.

Con un cultivo de subsistencia, venta de leña y cría de ganado ovino y caprino, cada una de ellas produce tejidos artesanales, pero sumidos en una evidente transculturación, producto de la influencia de la cultura no  mapuche. Sus productos artesanales están en la Casa de la Cultura, en el Paseo de los Artesanos y en otras casas de artesanías de la localidad.
Juan Iván Benigar, el "Cacique Blanco", un croata defensor de los aborígenes, es hoy uno de los mayores mitos de la provincia de Neuquén. Nacido en 1883 en Zagreb, la capital de Croacia, fue además un visionario, ya que muchas de sus sugerencias y estudios encuentran plena vigencia en nuestros días.
En 1925 se radicó en Aluminé y allí en 1933 creó la industria textil casera “Sheypuquin”, en la cual aplicaba el uso de la energía hidráulica, con correas hechas de cuero. Su sueño nunca concretado fue formar una cooperativa familiar para dar ocupación a cien familias indígenas. Se trasladó al valle de Rucachoroy y se radicó en el paraje "Manzanal de Poypucón", próximo a la frontera chilena, donde residiría los últimos 25 años de su vida. 
En homenaje a su contribución cultural, la biblioteca popular de la localidad lleva su nombre: "Biblioteca popular Juan Benigar".

## Turismo
Aluminé dispone de alternativas para el turismo no convencional: caminatas, cabalgatas, trekking, ráfting, excursiones todoterreno, montañismo y balseadas familiares, que se suman a la pesca deportiva, los paseos y las actividades recreativas tradicionales.
Hace pocos años, el centro invernal Volcán Batea Mahuida  en Villa Pehuenia, a 65 km, agregó un nuevo recurso para los entusiastas de los deportes “blancos” (de nieves invernales).
Vale señalar que el río Aluminé, en su cauce superior, presenta rápidos de grado cuatro, siendo seis el máximo posible para la navegación de “aguas blancas”, que solo es alcanzado en la época del deshielo.
Hace varios años que se disputa en la zona (entre los meses de octubre y diciembre) el Campeonato de kayakismo en Aguas Blancas, dato útil para los entusiastas del deporte.
Entre enero y febrero se lleva a cabo el Campeonato de Rafting categoría Turista, en el que pueden participar todos los que pasean por la localidad. También tiene lugar (durante la primera quincena de marzo) la Fiesta Nacional del Pehuén, en la que participan artistas locales, provinciales y nacionales. Culmina con la elección de la “Reina del Pehuén” y de la “Pichi Malén Pehuén” ("Pequeña Reina del Pehuén").
En las afueras de Aluminé vivió el estudioso lingüista esloveno Juan Benigar, quizás el más fino analista de la cultura mapuche en el país. La biblioteca pública lleva su nombre y tiene una pequeña exposición sobre Don Juan.

## Clima
- El clima es frío húmedo andino hacia el oeste. Disminuyen las precipitaciones notablemente hacia el este (de 5.000 mm/año a 600 mm).
- Veranos templados, soleados,  con noches frescas; las temperaturas del día varían entre 10 y 31 °C, vientos escasos predominando los del sector sudoeste y con mínimas precipitaciones.
- Otoños frescos con noches frías; la temperatura del día oscila de -2 a 20 °C. Muchas lluvias, de poca intensidad, generalmente durante las noches.
- Inviernos fríos con nevadas en las montañas de los alrededores e incluso en la misma ciudad. Las temperaturas del día oscilan entre los -12 y 10 °C.
- Primaveras frescas y noches frías; las temperaturas se elevan para llegar hacia fines de la temporada a entre 5 y 25 °C.

## Parroquias de la Iglesia católica en Aluminé
| Diócesis  | Neuquén           |
| --------- | ----------------- |
| Parroquia | María Auxiliadora |